# La Petite Dame (film, 1936)
Pour l’article homonyme, voir La Petite Dame.
Pour plus de détails, voir Fiche technique et Distribution.
La Petite Dame (Gentle Julia) est un film américain en noir et blanc réalisé par John G. Blystone, sorti en 1936. 
Il s'agit d'une adaptation du roman du même titre de Booth Tarkington (1922). Une précédente version a été tournée en 1923.

## Synopsis
Dans une petite ville américaine, la jeune Florence Atwater aide à mettre sur les bons rails la vie amoureuse de sa sœur et de ses amis.
Noble Dill, un journaliste timide, pense avoir perdu sa petite amie, Julia Atwater, lorsque celle-ci s'éprend du nouveau gars arrivé en ville, un scélérat charmant et astucieux, nommé Crum.

## Fiche technique
- Titre français : La Petite Dame
- Titre original : Gentle Julia
- Réalisation : John G. Blystone
- Scénario : Lamar Trotti, d'après le roman Gentle Julia de Booth Tarkington (1922)
- Musique : Samuel Kaylin
- Photographie : Ernest Palmer
- Montage : Fred Allen
- Producteur : Sol M. Wurtzel
- Société de production et de distribution : 20th Century Fox
- Pays de production :  États-Unis
- Langue originale : anglais américain
- Format : noir et blanc — 35 mm — 1,37:1 — son : mono (Western Electric Noiseless Recording)
- Genre : comédie romantique familiale
- Durée : 62 minutes
- Date de sortie : 
  - États-Unis : 10 avril 1936

## Distribution
- Jane Withers : Florence Atwater, la fillette
- Marsha Hunt : Julia Atwater, sa grande sœur
- Tom Brown : Noble Dill, le journaliste amoureux de Julia
- George Meeker : Crum, l'homme dont s'entiche Julia
- Jackie Searl : Herbert Livingston Atwater
- Harry Holman : papi Atwater
- Myra Marsh : Mme Atwater
- Hattie McDaniel : Kitty Silvers
- Jackie Hughes : Henry Rooter
- Eddie Buzard : Wallie Torbin
- Frank Sully : M. Toms
- Arthur Hoyt : M. Wainwright, le juge de paix (Justice of the Peace)
- Marcia Mae Jones : Patty Fairchild
- Lynn Bari : la jeune femme devant l'église / la fille jalouse lors de la danse